# Гномео и Джульетта
«Гномео и Джульетта» (англ. Gnomeo and Juliet) — полнометражный компьютерный анимационный фильм по мотивам трагедии Уильяма Шекспира «Ромео и Джульетта» (1597). Премьера фильма в США и Великобритании состоялась 11 февраля 2011 года. Фильм получил рейтинг G, а в России — 0+ (то есть без возрастных ограничений).

## Сюжет
Комедийная интерпретация пьесы Уильяма Шекспира, в которой противоборствуют семьи садовых гномов. Действие происходит на родине драматурга, в городе Стратфорд-на-Эйвоне, в наше время.
События разворачиваются вокруг соперничества между соседями — мистером Капулетти и миссис Монтекки. Оба фанаты садоводства. Их сады полны фигурками гипсовых гномов, которые, стоит людям отвернуться, начинают оживать и продолжают вражду хозяев. Красные гномы из Красного сада (Капулетти), или Синие из Синего (Монтекки). Два ненавидящих друг друга соседа, миссис Монтекки и мистер Капулетти, разъезжаются по своим делам. В их очаровательных садиках оживают декоративные украшения.
Заправляют всем забавные гномы, которые делятся по цвету колпаков. Гномео из дома Монтекки в синем головном уборе вступает в гонку на газонокосилках с Тибальтом в красном, но проигрывает соревнования и повреждает транспорт. Чтобы отомстить, он устраивает ночную диверсию.
Незнакомая с ним Джульетта Капулетти в тот же вечер пытается проникнуть к соседям, чтобы добыть у врагов орхидею. Молодые гномы сталкиваются и влюбляются с первого взгляда.
Между ними развивается бурный роман с тайными встречами. Однако мстительные соседи не прекращают столкновений.
В одной из стычек Тибальт разбивается на кусочки; во всем обвиняют Гномео, но за него заступается Джульетта и признается родственникам в своих чувствах.
Тем временем возлюбленного чуть не сбивает грузовик, все верят в гибель паренька. Чтобы не потерять дочь, Капулетти-старший сажает её на клей.
Друг Гномео, Бенни, намерен отомстить за мнимую смерть товарища. Он заказывает супермощную газонокосилку Террафирминатор, чтобы атаковать красных.
Опасная техника выбивается из рук и мчится на беспомощную Джульетту, которая не может убежать. Её пытается спасти Гномео, но оба падают под обломками, а страшное орудие тонет в фонтане.
В эту трагическую минуту посреди разрушенных садов Монтекки и Капулетти решают примириться. Неожиданно для них чудом уцелевшие дети выбираются из-под обломков и начинается веселый праздник.
В последних кадрах гномы отмечают обретенный мир красочной свадьбой. Тибальта удалось оживить, склеив кусочки. А молодожены уезжают в свадебное путешествие на фиолетовой газонокосилке.

## Роли озвучивали
| Роль                                                  | Актёр (актриса)         | Прототип(ы)                        |                         |
| обитатели сада Монтекки                               | обитатели сада Монтекки | обитатели сада Монтекки            | обитатели сада Монтекки |
| ----------------------------------------------------- | ----------------------- | ---------------------------------- | ----------------------- |
| Гномео                                                | Джеймс Макэвой          | Ромео Монтекки                     |                         |
| Бенни (лучший друг Гномео)                            | Мэтт Лукас              | Бенволио и Меркуцио                |                         |
| Леди Ягодка (мать Гномео)                             | Мэгги Смит              | Синьора Монтекки                   |                         |
| Долли (комментатор во время гонок на газонокосилках)  | Долли Партон            |                                    |                         |
| Грибуля (гриб-ищейка)                                 | Тревор Дивэлл           | Бальтазар                          |                         |
| обитатели сада Капулетти                              |                         |                                    |                         |
| Джульетта                                             | Эмили Блант             | Джульетта Капулетти                |                         |
| Нанетт (подруга Джульетты)                            | Эшли Дженсен            | Кормилица                          |                         |
| Лорд Кирпичер (отец Джульетты)                        | Майкл Кейн              | Синьор Капулетти                   |                         |
| Тибальт (враг Гномео)                                 | Джейсон Стейтем         | Тибальт                            |                         |
| Оленёнок                                              | Оззи Осборн             | Пьетро                             |                         |
| Парис (жених Джульетты)                               | Стивен Мерчант          | Граф Парис                         |                         |
| Гномы-головорезы                                      | Келли Эсбёри            | Грегорио, Самсон, Антонио и Потпен |                         |
| Каменная рыба                                         | Джулия Браамс           |                                    |                         |
| Гном-рыбак                                            | Джеймс Дэниел Уилсон    |                                    |                         |
| Соединённый гном слева                                | Тим Бентинк             |                                    |                         |
| Гном в манкини                                        | Хулио Бонет             |                                    |                         |
| Соединённый гном справа                               | Нил Маккол              |                                    |                         |
| другие персонажи                                      |                         |                                    |                         |
| Фэзерстоун (розовый фламинго)                         | Джим Каммингс           | Монах Лоренцо                      |                         |
| Билл Шекспир                                          | Патрик Стюарт           | Уильям Шекспир                     |                         |
| Мисс Монтекки (хозяйка синего дома)                   | Джули Уолтерс           |                                    |                         |
| Диктор, рекламирующий газонокосилку «Террафирминатор» | Халк Хоган              |                                    |                         |
| Мистер Капулетти (хозяин красного дома)               | Ричард Уилсон           |                                    |                         |
| Кукла, попросившая Бенни позвонить                    | Морисса Хорвитц         |                                    |                         |

## Производство
Мультфильм был оригинальной идеей Роба Спрэклинга и Джона Смита, которые продали сценарий спектакля Disney через студию Rocket Pictures. Студия Дика Кука осветила мультфильм под управлением Диснея Miramax Films. Miramax позже был продан Диснею в 2010 году, но последняя студия сохранила права на мультфильм.
Дисней затем решил выпустить мультфильм через студию Touchstone Pictures, когда Starz Animation занималась созданием и оживлением мультфильма. Диснеевский австралийский режиссёр Адам Эллиотт подошёл к проекту и попросился направить его, но позже он отклонил предложение из-за несовместимости мультфильма с его стилем, а также его отсутствия опыта работы с CGI. Starz Animation создала всю анимацию для мультфильма, включая 3D-версию.
Келли Эсбёри пришёл на студию в 2006 году и был привлечён к созданию мультфильма, чтобы работать с Элтоном Джоном. Мистер Эсбёри и Стив Гамильтон Шоу переписали мультфильм «вроде с нуля». Особая задача, по словам Эсбёри, заключалась в том, как отличить окончание между оригинальной пьесой и мультфильмом, чтобы «воздержаться от кинжалов, яда и самоубийства».

## Саундтрек
- Композитор и исполнитель оригинальных песен: Элтон Джон
- Текст песен: Берни Топин (автор большинства песен Элтона Джона)
- Музыкальная тема: Джеймс Ньютон Ховард

### Композиции
- «Hello Hello» (альбомная версия), исполнитель — Элтон Джон & Леди Гага, музыка — Элтон Джон, текст — Берни Топин
- «Crocodile Rock», исполнитель — Нелли Фуртадо с участием Элтона Джона, авторы — Элтон Джон и Берни Топин
- «Saturday Night’s Alright For Fighting», исполнитель — Элтон Джон, авторы — Элтон Джон и Берни Топин
- «Don’t Go Breaking My Heart», исполнители — Элтон Джон и Кики Ди, авторы — Элтон Джон и Берни Топин
- «Love Builds А Garden», исполнитель — Элтон Джон, музыка — Элтон Джон, текст — Берни Топин
- «Your Song», исполнитель — Элтон Джон, авторы — Элтон Джон и Берни Топин
- «Rocket Man» (I Think It’s Going To Be A Long Long Time), исполнитель — Элтон Джон, авторы — Элтон Джон и Берни Топин
- «Tiny Dancer», исполнитель — Элтон Джон, авторы — Элтон Джон и Берни Топин
- «Bennie And The Jets», исполнитель — Элтон Джон, авторы — Элтон Джон и Берни Топин
- Gnomeo & Juliet, главная тема написана Джеймсом Ньютоном Говардом. Содержит вставки из песен «Tiny Dancer», «Rocket Man (I Think It’s Going To Be A Long Long Time)» и «Hello Hello»
- Dandelions, главная тема написана Джеймсом Ньютоном Говардом. Содержит вставки из песен «Your Song» и «Love Builds a Garden»
- Bennie And The Bunnies, главная тема написана Джеймсом Ньютоном Говардом и Стюартом Майклом Томасом. Содержит вставки из песен «Bennie And The Jets» и «I’m Still Standing»
- Terrafirminator, главная тема написана Джеймсом Ньютоном Говардом и Крисом Бэконом. Содержит вставки из песен «Rocket Man» (I Think It’s Going To Be A Long, Long Time), «Saturday Night’s Alright For Fighting», «Your Song» и «Love Builds a Garden»
- «Tiki Tiki Tiki Room», исполнители — Уолли Боуг, Фултон Берли, Терл Равенскрофт и The Mellomen, авторы — братья Шерман

В записи рок-н-ролльных фрагментов участвовала группа Элтона Джона.

## Прокат
Премьера фильма в Нидерландах и Франции состоялась 16 февраля 2011 года, премьера в Австралии, России и Чехии — 17 февраля 2011 года, премьера в Бразилии, Норвегии и Финляндии — 4 марта 2011 года.